# Castillo de Don Juan Manuel
El castillo de Don Juan Manuel es una fortaleza situada en el municipio español de Cifuentes en la provincia Guadalajara, Castilla-La Mancha.

## Historia
Fue mandado levantar por el infante Don Juan Manuel en el año 1324 sobre una fortaleza árabe del siglo XI o XII que ocupaba el cerro que domina la actual población.

## Descripción y estado actual
Su planta es cuadrada con cuatro torres en las esquinas, dos de ellas prismáticas, una cilíndrica y la del homenaje de planta pentagonal. Solo tiene un acceso a través de una puerta con un arco apuntado, sobre el cual aún perdura el escudo de armas del Infante Don Juan Manuel. Antiguamente estaba circundado por un camino de ronda y un foso.
Tras su compra por el ayuntamiento de Cifuentes a los herederos de Don Juan Manuel, este ha comenzado un proceso de restauración.